# كيا حسين الأول
كيا حسين الأول (الفارسية: کیا حسین) كان ثالث حكام بني أفراسياب، وحكم من عام 1403 م إلى تاريخ غير معروف. وهو ابن إسكندر شيخي وخليفته. وخلف كيا حسين ابنه لهراسپ لاحقًا.